# Krušinec, Stropkov
Krušinec este o comună slovacă, aflată în districtul Stropkov din regiunea Prešov. Localitatea se află la altitudinea de 204 m deasupra n.m., se întinde pe o suprafață de 2,62 km2 și în 2017 număra 247 de locuitori.

## Istoric
Localitatea Krušinec este atestată documentar din 1543.

## Demografie
| An:                | 1994 | 2004    | 2014   | 2024   |
| ------------------ | ---- | ------- | ------ | ------ |
| Număr de persoane: | 212  | 254     | 258    | 235    |
| Diferență:         |      | +19,81% | +1,57% | −8,91% |

| An:                | 2023 | 2024   |
| ------------------ | ---- | ------ |
| Număr de persoane: | 233  | 235    |
| Diferență:         |      | +0,85% |